# Las Inviernas
Las Inviernas è un comune spagnolo di 61 abitanti (2022) situato nella comunità autonoma di Castiglia-La Mancia.